# 1930 w polityce

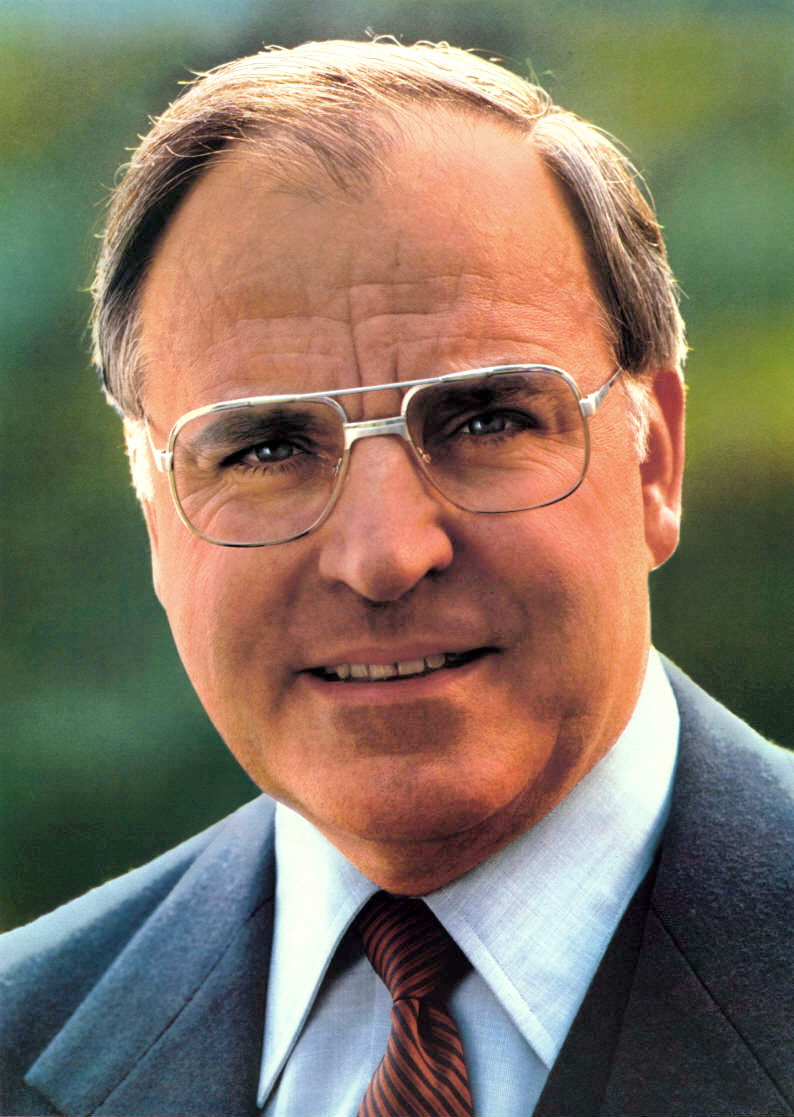
Helmut Kohl

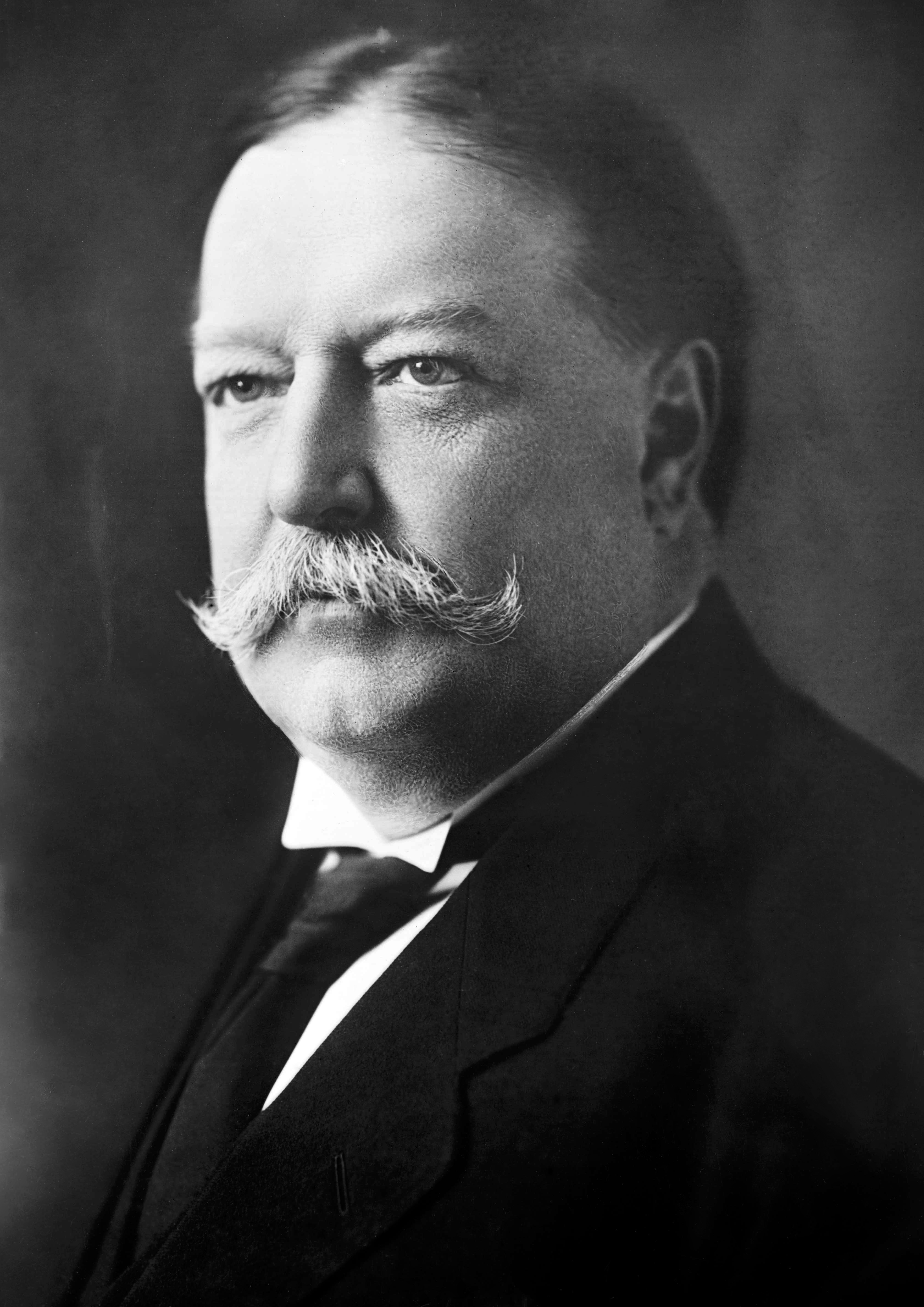
William Howard Taft

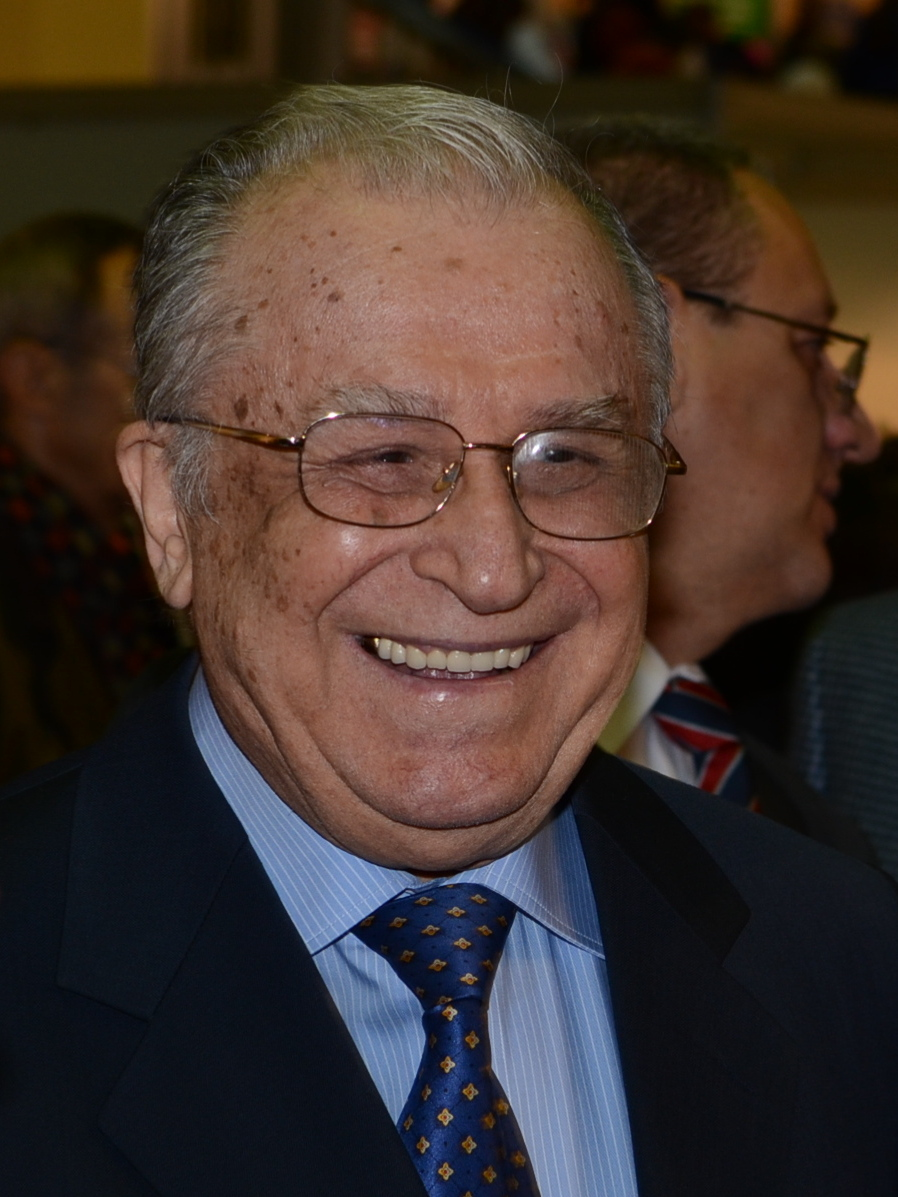
Ion Iliescu

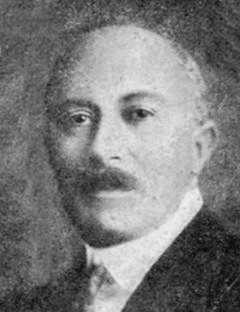
Carlos Herrera y Luna

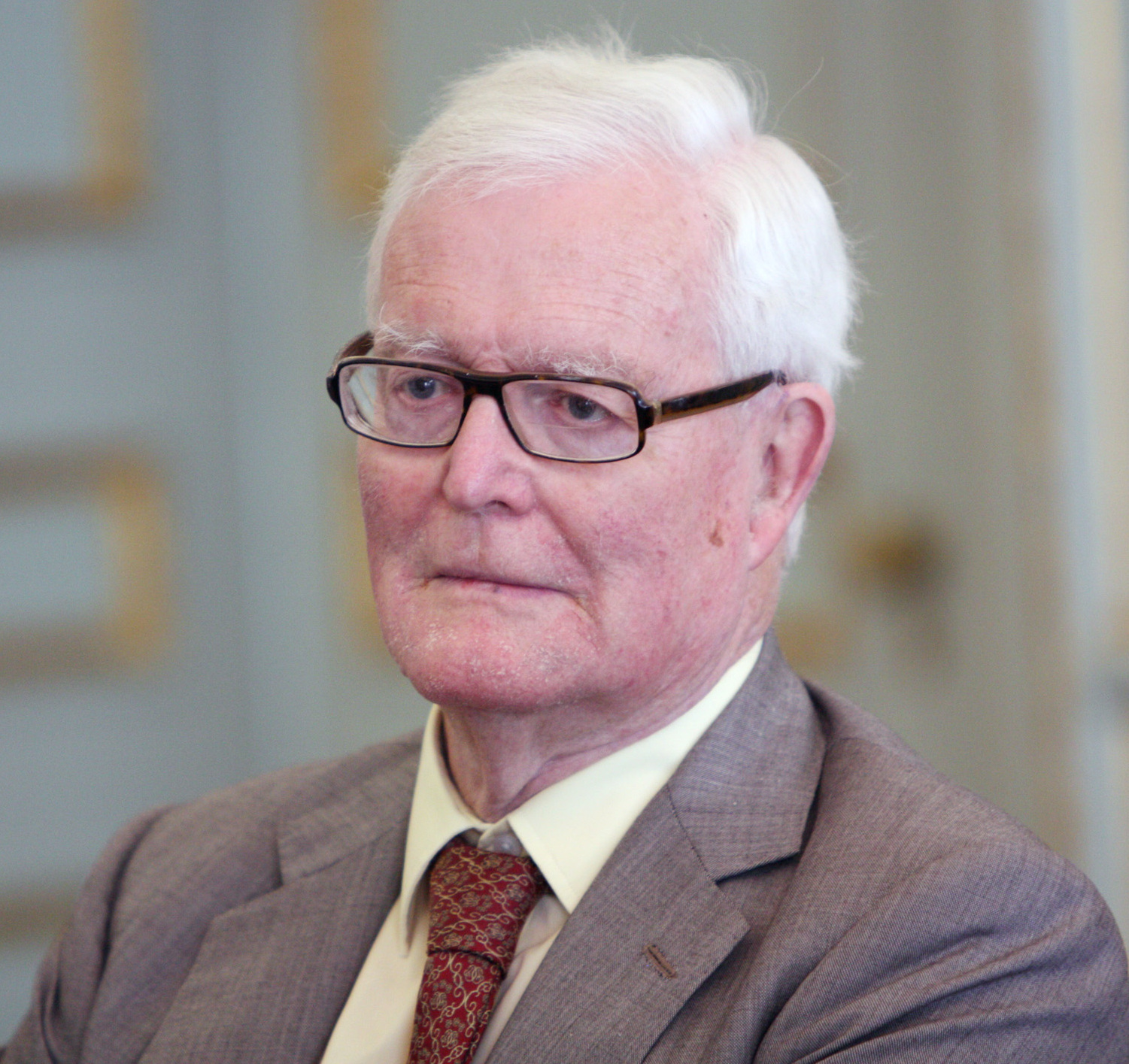
Douglas Hurd

Wydarzenia polityczne w 1930 roku.

## Styczeń
- 23 stycznia – urodził się Henryk Samsonowicz, polski historyk i polityk, minister edukacji w rządzie Tadeusza Mazowieckiego[1].
- 28 stycznia – dyktator Hiszpanii Miguel Primo de Rivera ustąpił ze stanowiska[2].
- Władze radzieckie rozpoczęły akcję przeciwko Cerkwi prawosławnej. Pod naciskiem władz Akademia Nauk Związku Radzieckiego usunęła z lity zabytków narodowych wiele cerkwi i klasztorów, co umożliwiło komunistom ich zniszczenie[3].

## Luty
- 4 lutego – Rada Komisarzy Ludowych (pod naciskiem Józefa Stalina) podjęła uchwałę w sprawie kułaków. Uchwała podzieliła kułaków na trzy kategorię[3].
- 14 lutego – zmarł Thomas Mackenzie, nowozelandzki polityk i dyplomata[4].
- 17 lutego – zmarł Alexander Pollock Moore, amerykański dyplomata[5], mianowany ambasadorem w Polsce[6].
- 19 lutego – zmarł Raul Rodriguez-Duarte, konsul Meksyku w Polsce[7].

## Marzec
- 1 marca – Julio Prestes wygrał wybory prezydenckie w Brazylii[3].
- 2 marca – urodził się Siergiej Kowalow, rosyjski polityk[8].
- 3 marca – urodził się Ion Iliescu, prezydent Rumunii[9].
- 8 marca:
  - zmarł William Taft, prezydent Stanów Zjednoczonych[10].
  - urodził się Douglas Hurd, brytyjski polityk, minister spraw zagranicznych[11].
- 15 marca – premier Kazimierz Bartel[12] podał się do dymisji.
- 16 marca – Miguel Primo de Rivera zmarł na emigracji w Paryżu[2].
- 20 marca – urodził się Thomas Stafford Williams, nowozelandzki kardynał[13].
- 29 marca – pułkownik Walery Sławek został premierem Polski[3].
- 30 marca – Heinrich Brüning został kanclerzem Niemiec[14].

## Kwiecień
- 2 kwietnia – Hajle Syllasje I został cesarzem Etiopii[15].
- 3 kwietnia – urodził się Helmut Kohl, kanclerz Niemiec[16].
- 11 kwietnia – urodził się Nicholas Frederick Brady, amerykański sekretarz skarbu[17][18].
- 16 kwietnia – zmarł Joseph Ridgeway, brytyjski dyplomata[19].

## Maj
- 5 maja – w Indiach aresztowano przywódcę Indyjskiego Kongresu Narodowego Mohandasa Karamchanda Ghandiego za kontynuowanie akcji obywatelskiego nieposłuszeństwa przeciwko administracji brytyjskiej[3].

## Czerwiec
- 7 czerwca – Carl Gustaf Ekman został po raz drugi premierem Szwecji[20].

## Lipiec
- 3 lipca – zmarł Carlos Herrera y Luna, gwatemalski polityk, pełniący obowiązki głowy państwa w 1920 i 1921[21].
- 15 lipca – w Egipcie rozpoczął się strajk powszechny po zapowiedzi rewizji konstytucji z 1923 roku przez nowego premiera Ismaila Sidkiego[3].
- 16 lipca – urodził się Michael Bilirakis, amerykański polityk[22].

## Sierpień
- 25 sierpnia – nowym premierem Polski został marszałek Józef Piłsudski[3].
- 29 sierpnia – prezydent Polski Ignacy Mościcki rozwiązał parlament[23].

## Wrzesień
- 6 września:
  - José Félix Uriburu stanął na czele wojskowego przewrotu w Argentynie[24].
  - urodził się Salvatore De Giorgi, włoski kardynał[25].
- 9/10 września – w Polsce aresztowano kilkudziesięciu członków opozycji wobec Centrolewu, m.in. Wincentego Witosa, Władysława Kiernika, Adama Ciołkosza i Stanisława Dubois[3].
- 14 września – NSDAP zdobyła 107 mandatów poselskich do Reichstagu.

## Listopad
- 16 i 23 listopada – odbyły się wybory do Sejmu i Senatu (tzw. „wybory brzeskie”)[23].

## Grudzień
- 10 grudnia – Pokojową Nagrodę Nobla otrzymał Nathan Söderblom[3].